# Yoon So-hee
Yoon So-hee (hangŭl: 윤소희; Stoccarda, 7 maggio 1993) è un'attrice sudcoreana.

## Filmografia

### Cinema
- Jang-soo sanghoe (장수상회?), regia di Kang Je-gyu (2015)
- Moksum geon yeon-ae (목숨 건 연애?), regia di Song Min-gyu (2016)

### Televisione
- Kalgwa kkot (칼과 꽃?) – serie TV (2013)
- Africa-e-seo sar-anamneun beop (아프리카에서 살아남는 법?), regia di Kim Ho-young – film TV (2013)
- Siksyareul hapsida (식샤를 합시다?) – serie TV (2013-2014)
- Love in Memory 2 - Appa-ui note (러브 인 메모리2 - 아빠의 노트?) – webserie (2014)
- Dal-rae doen, Jang Gook - 12nyeonman-ui jaehoe (달래 된, 장국: 12년만의 재회?) – serie TV (2014)
- Big Man (빅맨?) – serie TV (2014)
- Yeon-ae malgo gyeolhon (연애 말고 결혼?) – serie TV (2014)
- Bimir-ui mun (비밀의 문?) – serie TV (2014)
- Saranghaneun Eundong-a (사랑하는 은동아?) – serie TV (2015)
- Gi-eok (기억?) – serie TV (2016)
- Saranghamyeon jungneun yeoja Bong-soon-i (사랑하면 죽는 여자 봉순이?) – webserie (2016)
- Iron Lady (아이언레이디?, A-i-eon re-idiLR) – webserie (2016)
- He-eojin da-eumnal (헤어진 다음날?) – miniserie (2017)
- Banji-ui yeo-wang (반지의 여왕?) – miniserie (2017)
- Gunju - Gamyeon-ui ju-in (군주-가면의 주인?) – serie TV (2017)
- Ibeon saeng-eun cheo-eum-ira (이번 생은 처음이라?) – serie TV (2017)
- Meloholic (멜로홀릭?, MellohollikLR) – serie TV (2017)
- Manyeo-ui sarang (마녀의 사랑?) - serie TV (2018)
- Ghost Doctor (고스트 닥터?) – serie TV (2022)
- Gaseum-i ttwinda (가슴이 뛴다?) – serie TV (2023)